# Стефанссон, Янне
Янне Стефанссон (швед. Janne Stefansson; 19 марта 1935 года, Транстранд) — шведский лыжник, олимпийский чемпион, призёр чемпионата мира.

## Карьера
На Олимпийских играх 1960 года в Скво-Вэлли, занял 7-е место в гонке на 15 км и 4-е место в эстафете.
На Олимпийских играх 1964 года в Инсбруке, завоевал золото в эстафете в которой бежал третий этап, приняв эстафету от Сикстена Йернберга на четвёртом месте Стефанссон вывел сборную Швеции на третье место, обойдя на своём этапе итальянца Джулио Де Флориана, на последнем этапе Ассар Рённлунд вывел шведов на первое место и сборная Швеции получила золотую медаль. В личных гонках олимпийского турнира Стефанссон показал следующие результаты, 15 км — 5-е место, 30 км — 4-е место и 50 км также 4-е место.
На чемпионате мира-1962 в Закопане завоевал серебряную медаль в гонке на 30 км, проиграв менее 10-ти секунд финну Ээро Мянтюранте.